# Amt Lützow

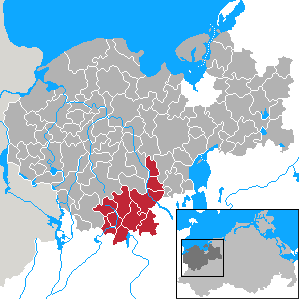
Amt Lützow im Landkreis Nordwestmecklenburg

Im Amt Lützow im Landkreis Nordwestmecklenburg in Mecklenburg-Vorpommern mit Sitz in der Gemeinde Lützow waren die zehn Gemeinden Badow, Brüsewitz, Cramonshagen, Dalberg-Wendelstorf, Gottesgabe, Grambow, Lützow, Perlin, Pokrent und Renzow zur Erledigung ihrer Verwaltungsgeschäfte zusammengeschlossen. Das Amt wurde am 1. Januar 2005 zusammen mit dem Amt Lübstorf/Alt Meteln zum neuen Amt Lützow-Lübstorf zusammengelegt.